# Associació per a l'ensenyament del català
L'Associació per a l'ensenyament del català (APLEC), nascuda el 1983, és una associació que dona suport a l'ensenyament del català i a l'ensenyament bilingüe a Catalunya Nord. És membre fundadora de la FLAREP (Fédération pour les langues régionales dans l'enseignement public) i compta amb el suport de la Generalitat de Catalunya, el Consell General dels Pirineus Orientals, la vila de Perpinyà, el Consell Regional del Llenguadoc-Rosselló, del CDDP de Perpinyà, i el Consorci d'Estudis Catalans a la Casa dels Països Catalans de la Universitat de Perpinyà, i dona suport als intercanvis escolars entre la Catalunya Nord i els altres Països Catalans, i ajuda a la formació dels ensenyants.
L'entitat publica Mil Dimonis, una revista infantil (8-12 anys) mensual (unes 288.000 pàgines cada any) i àlbums per a infants.